# 鍾穀
鍾穀（1537年—？），字心卿，浙江紹興府上虞縣人，匠籍，明朝政治人物。

## 生平
嘉靖四十年（1561年）辛酉科浙江鄉試第九十名舉人。嘉靖四十一年（1562年）中式壬戌科會試第一百四名，三甲第一百六十七名進士。历官池州府知府，萬曆三年（1575年）二月升山东副使。

## 家族
曾祖鍾韶；祖父鍾珎；父鍾祥。前母沈氏；母張氏。具庆下。